# Valentin Eysseric
Valentin Eysseric (Aix-en-Provence, 25 de março de 1992) é um futebolista profissional francês que atua como meia.

## Carreira
Valentin Eysseric começou a carreira no Monaco.